# Blindead
Blindead – polska grupa wykonująca muzykę z pogranicza sludge, doom i metalu progresywnego. Powstała 1999 roku w Gdyni pod nazwą Incorrect Personality. Założycielami grupy byli basista Michał Zimorski oraz gitarzysta Mateusz Śmierzchalski. Muzycy do współpracy zaprosili ponadto gitarzystę Marka Zielińskiego, perkusistę Konrada Ciesielskiego oraz wokalistę Patryka Adamczyka. W 2003 roku zespół przyjął nazwę Blindead, a funkcję wokalisty objął Patryk Zwoliński.
Do 2013 roku zespół wydał cztery, pozytywnie oceniane przez krytyków, albumy studyjne Devouring Weakness (2006), Autoscopia / Murder In Phazes (2008), Affliction XXIX II MXMVI (2010) oraz Absence (2013). Ostatnia z płyt przysporzyła zespołowi, pierwszego choć niewielkiego sukcesu w Polsce. Materiał uplasował się na 32. miejscu krajowej listy przebojów (OLiS). Byli i obecni członkowie Blindead współtworzyli liczne zespoły w tym takie jak: Crionics, Mess Age, Neolithic, Antigama, Behemoth i Thy Disease.

## Historia

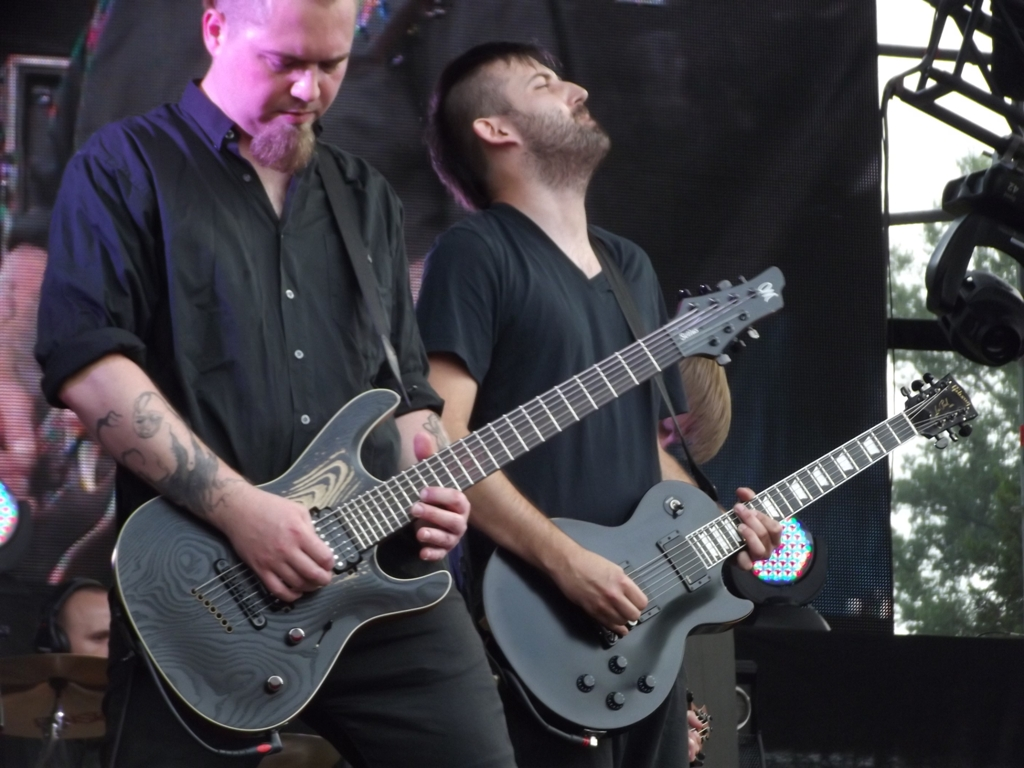
Zespoły Blindead i Tides From Nebula podczas koncertu w ramach Off Festival w 2012 roku. Od lewej: Marek Zieliński i Adam Waleszyński.

Zespół powstał 1999 roku w Gdyni, początkowo występując pod nazwą Incorrect Personality. Założycielami grupy byli basista Michał „Zima” Zimorski oraz gitarzysta Mateusz „Havoc” Śmierzchalski. Muzycy do współpracy zaprosili ponadto Marka „Deadmana” Zielińskiego, Konrad Ciesielskiego oraz Patryka Adamczyka. Jeszcze pod nazwą Incorrect Personality zarejestrowany został album Demo wydany w 2000 roku. W 2002 roku zespół we współpracy Arkadiuszem „Maltą” Malczewskim zarejestrował kolejne wydawnictwo zatytułowane Demo 2, tego samego roku z zespołu odszedł wokalista Patryk Adamczyk. Początkowo funkcję wokalisty zaproponowano Larsowi „Eikindowi” Si członkowi norweskiej formacji Winds. Jednakże z przyczyn logistycznych nie doszło do współpracy. Ostatecznie nowym wokalistą został znany z grupy Neolithic Patryk „Nick Wolverine” Zwolinski. Wraz z nowym wokalistą już pod nazwą Blindead zostało zarejestrowane demo pt. dig for me. Na płycie znalazł się utwór tytułowy oraz kompozycja „Taste My Pain”.
W 2004 roku grupę opuścił jej współzałożyciel i basista Michał „Zima” Zimorski, którego zastąpił znany z Behemoth Rafał „Frost” Brauer. W lipcu 2005 roku w odnowionym składzie w Screw Factory Studio muzycy zarejestrowali swój pierwszy album pt. Devouring Weakness, wydany nakładem Empire Records w lipcu 2006 roku. Wkrótce potem grupę opuścił Rafał „Frost” Brauer, którego zastąpił Piotr „Zwierzak” Kawalerowski. W listopadzie tego samego roku w ramach trasy koncertowej Torment Tour zespół wystąpił podczas jedenastu koncertów wraz z grupami Hermh, Hell-Born oraz MasseMord. Na początku 2007 roku w towarzystwie Decapitated zespół koncertował w Irlandii, Francji i Wielkiej Brytanii. Następnie pod koniec roku zespół zagrał trasę Mind Eaters Tour razem z grupami Nyia, Antigama i Tehace.
Dnia 19 lipca 2008 w Gdańsku odbył się koncert w kameralnym gronie połączony z premierą nowego albumu Autoscopia / Murder In Phazes. Materiał został zarejestrowany w dębickim Screw Factory Studio. 14 sierpnia 2008 grupa wystąpiła w warszawskim klubie Stodoła, poprzedzając Neurosis. W kwietniu 2009 roku ukazał się pierwszy minialbum grupy zatytułowany Impulse. Wydawnictwo zostało zrealizowane w gdyńskim studiu Sounds Great Promotion. W maju grupa zaanonsowała udział w trasie koncertowej Blitzkrieg V, w ramach której miała poprzedzać zespół Vader. Zaplanowane na jesień tego samego roku występy ostatecznie nie doszły do skutku. Muzycy Blindead odmówili udziału w trasie ze względu na zmianę ustalonych początkowo przez organizatora warunków. W czerwcu tego samego roku grupa dała szereg koncertów w Europie u boku zespołów Rosetta i City of Ships. Blindead wystąpił m.in. w Niemczech, Belgii, Austrii i Grecji.

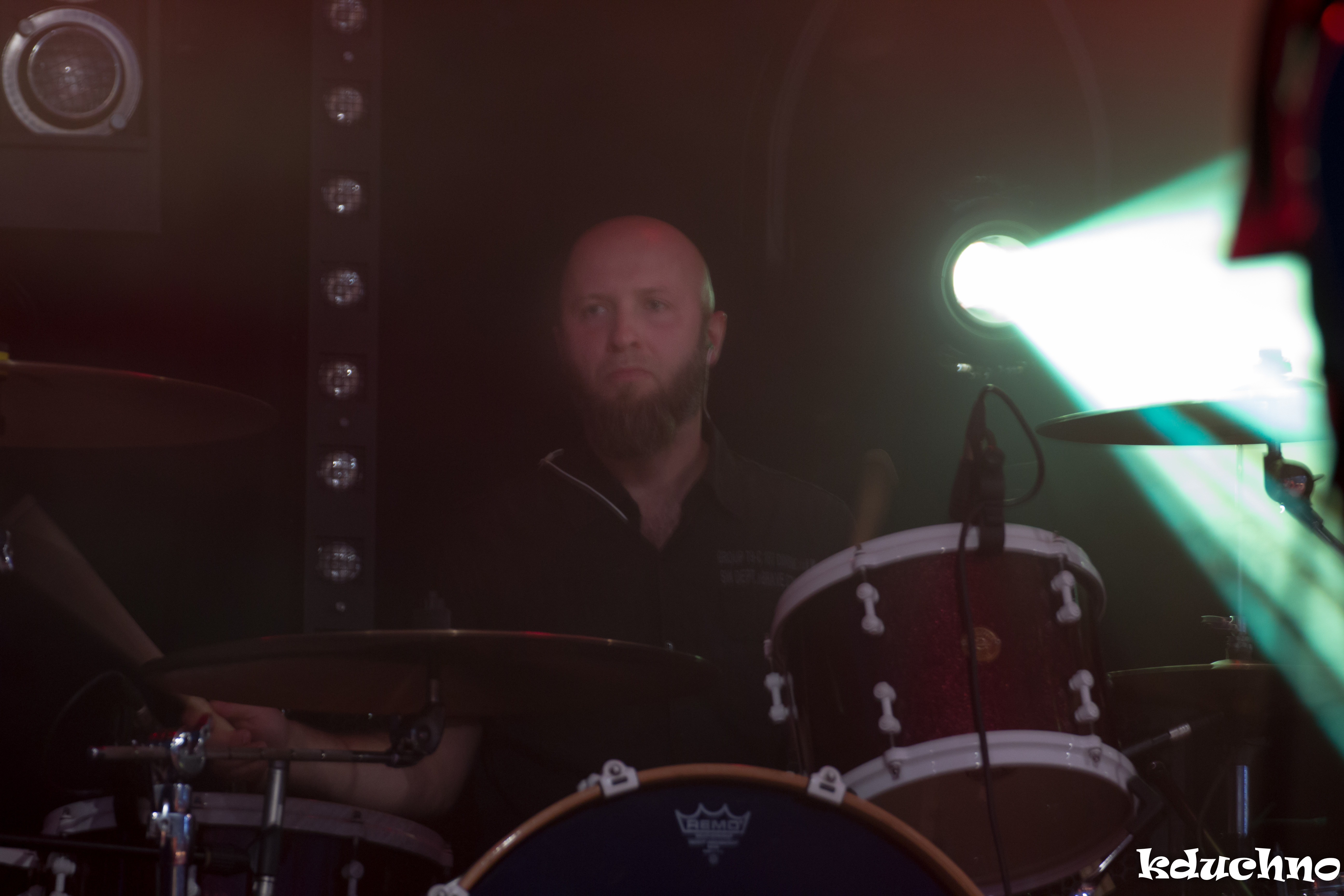
Konrad Ciesielski, 2014

W październiku 2010 roku grupa podpisała kontrakt z wytwórnią Mystic Production. W listopadzie tego samego roku ukazał się trzeci album studyjny formacji zatytułowany Affliction XXIX II MXMVI. Nagrania zostały zarejestrowane w gdyńskim studiu Sounds Great Promotion we współpracy z Kubą Mańkowskim. Do płyty zostało dołączone opowiadanie syna Jonasza Kofty – Piotra, nawiązujące do tekstów. Wydawnictwo było promowane podczas krajowej trasy koncertowej, która odbyła się w grudniu. W tournée wzięły udział również zespoły Proghma-C i Broken Betty. Pod koniec 2011 roku Blindead wraz z Morowe i Deus Mortem poprzedzał podczas koncertów w Polsce grupy Behemoth. Na początku 2012 roku grupa wzięła udział w kontynuacji trasy koncertowej Phoenix Rising Tour w Polsce, ponownie poprzedzając występy formacji Behemoth. Wkrótce potem z zespołu odszedł Piotr „Zvierzak” Kawalerowski, którego zastąpił Matteo Bassoli. 14 października 2013 roku do sprzedaży trafił czwarty album studyjny formacji zatytułowany Absence. Nagrania poprzedził wydany we wrześniu singel pt. A₃S₁. Album został nagrany w Custom34 Studio w Gdańsku w Polsce oraz w Studio73 w Rawennie we Włoszech. Płyta została wyprodukowana przez Riccardo Pasini, który wykonał także miksowanie i mastering. Płyta uplasowała się na 32. miejscu polskiej listy przebojów (OLiS). Pod koniec roku zespół odbył europejską trasę koncertową, poprzedzając występy Leprous. Muzycy wystąpili m.in. w Holandii, Francji, Niemczech i Wielkiej Brytanii.
Skład Blindead zredukował się do trzech osób do 2019 roku. Zespół wydał jeszcze album Niewiosna z gościnnym udziałem Michała „Nihil” Kuźniaka. W listopadzie 2019 trio podjęło decyzję o zawieszeniu działalności na czas nieokreślony ze względu na problemy zdrowotne jednego z członków ekipy co w następstwie zaskutkowało zakończeniem działalności zespołu Blindead.

## Muzycy

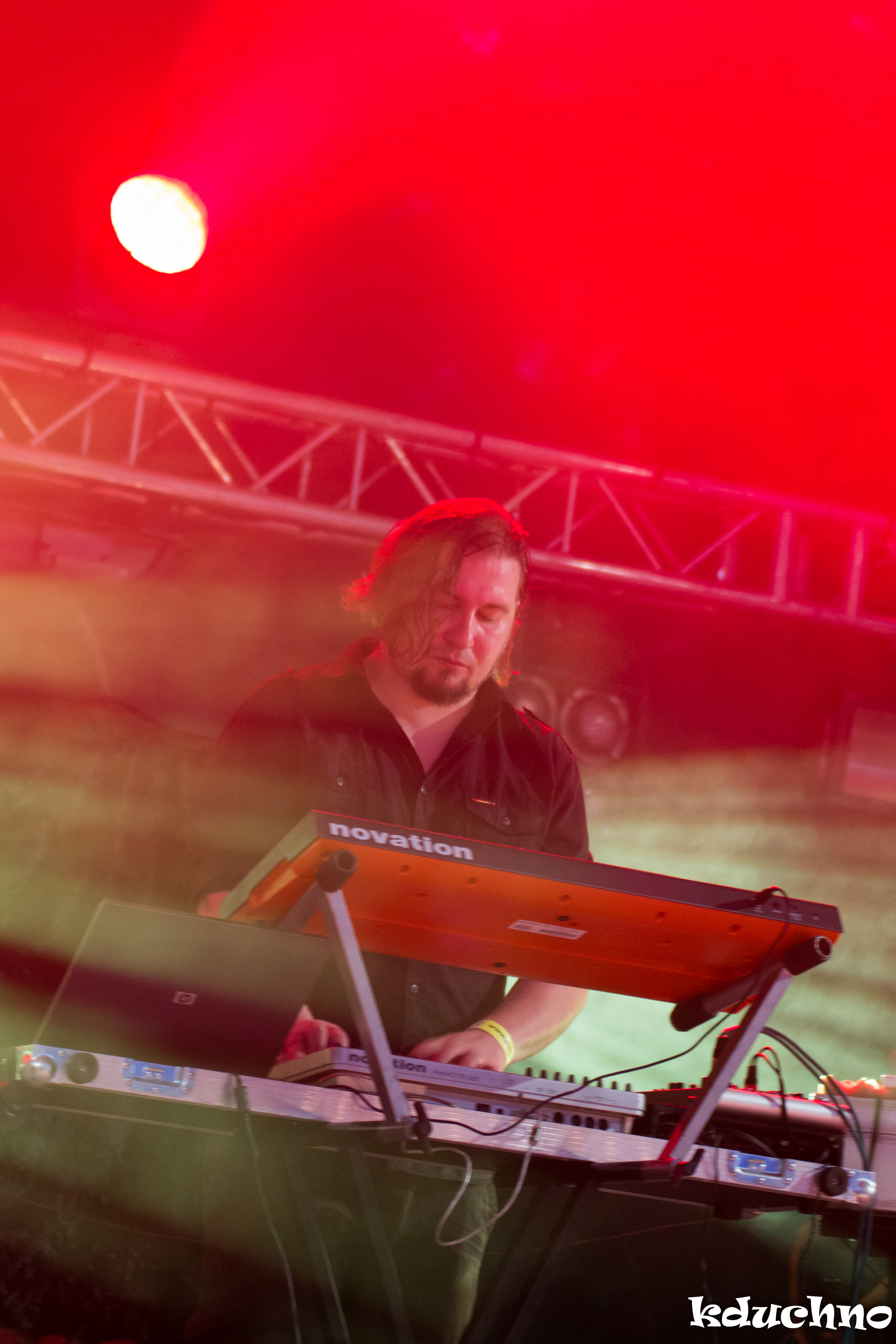
Bartosz Hervy, 2014

| Ostatni skład zespołu - Mateusz Śmierzchalski – gitara (1999-2019) - Konrad Ciesielski – perkusja (1999-2019) - Bartosz Hervy – sampling, syntezator (2007–2019) |  | Byli członkowie zespołu - Marek Zieliński – gitara (1999-2018) - Patryk Zwoliński – śpiew (2002-2015) - Matteo Bassoli – gitara basowa, śpiew (2012-2019) - Piotr Pieza – śpiew (2016−2018) - Michał Zimorski – gitara basowa (1999–2004) - Rafał Brauer – gitara basowa (2004–2006) - Piotr Kawalerowski – gitara basowa (2006-2012) - Patryk Adamczyk – śpiew (1999–2002) - Jan Galbas – gitara, śpiew (2015) Muzycy koncertowi - Michał Zybert – gitara basowa (od 2016) - Rafał „K-vass” Kwaśny – śpiew (2009) |

Oś czasu

## Dyskografia

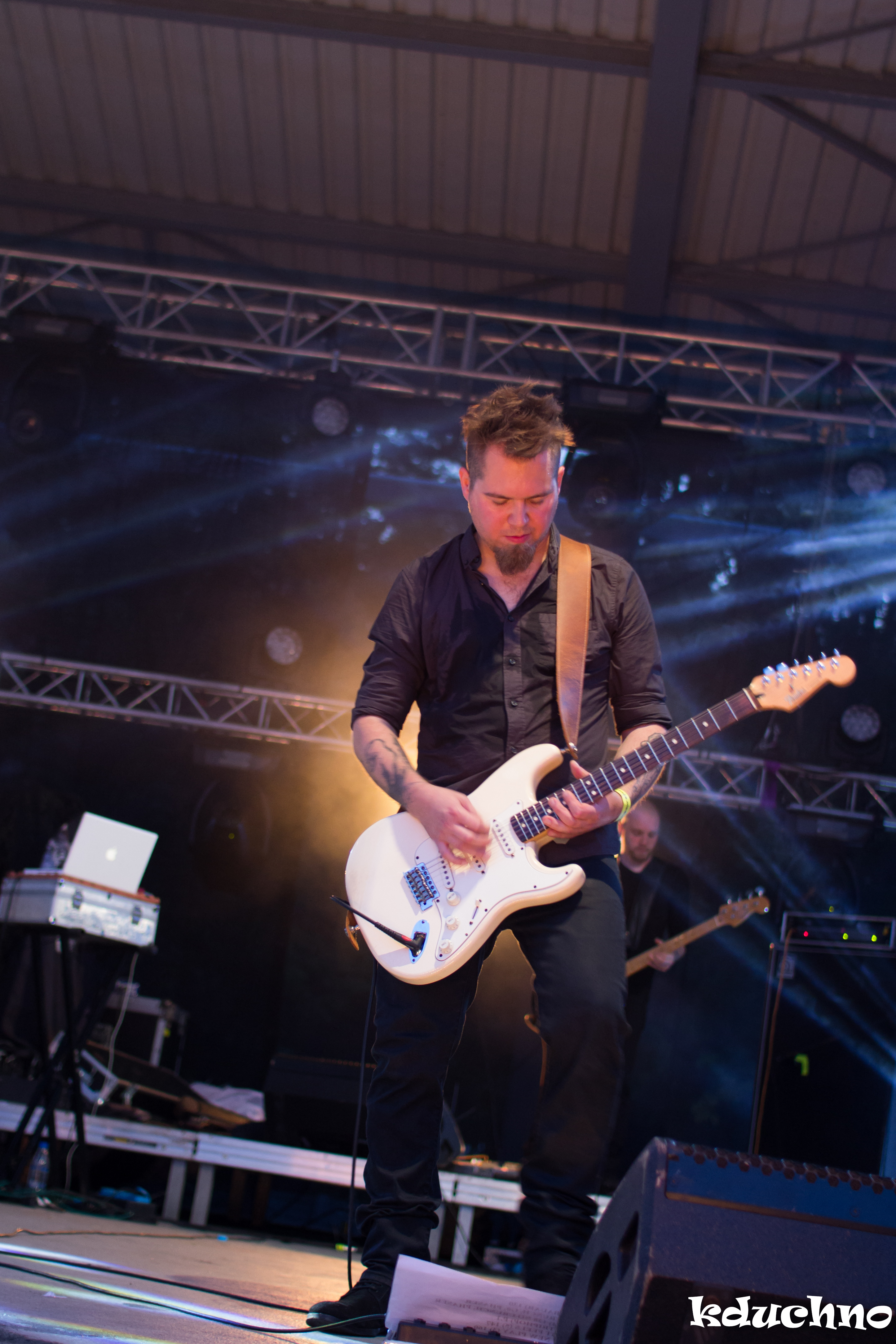
Marek Zieliński, 2014

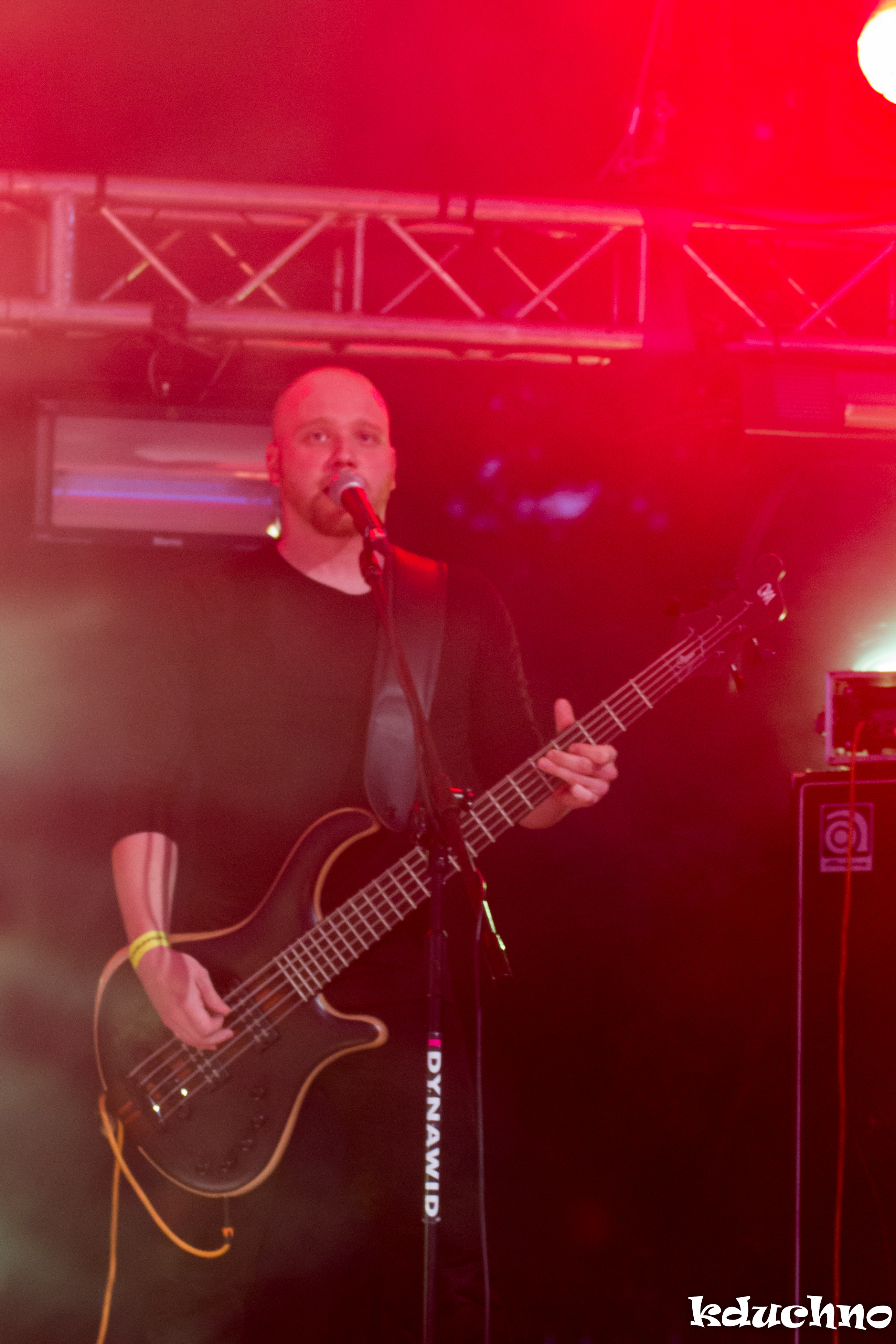
Matteo Bassoli, 2014

Albumy studyjne
| Devouring Weakness                      | - Data: 3 lipca 2006 - Wydawca: Empire Records            | –  |
| Autoscopia / Murder In Phazes           | - Data: 18 sierpnia 2008 - Wydawca: Deadline Records      | –  |
| Impulse (EP)                            | - Data: 17 kwietnia 2009 - Wydawca: Lou & Rocked Boys     | –  |
| Affliction XXIX II MXMVI                | - Data: 26 listopada 2010 - Wydawca: Mystic Production    | –  |
| Absence                                 | - Data: 14 października 2013 - Wydawca: Mystic Production | 32 |
| Ascension                               | - Data: 21 października 2016 - Wydawca: Mystic Production | –  |
| Niewiosna                               | - Data: 5 kwietnia 2019 - Wydawca: wydanie własne         | –  |
| Vanishing                               | - Data: 27 września 2024 - Wydawca: Mystic Production     | 59 |
| „–” oznacza, że album nie był notowany. |                                                           |    |

Single
| Tytuł    | Rok  | Pozycja na liście | Album     |
| Tytuł    | Rok  | Turbo Top         | Album     |
| -------- | ---- | ----------------- | --------- |
| „Hearts” | 2016 | 12                | Ascension |

Albumy koncertowe
| Tytuł                | Dane dot. albumu                                   |
| -------------------- | -------------------------------------------------- |
| Live at Radio Gdańsk | - Data: 6 listopada 2014 - Wydawca: wydanie własne |

Dema
| Tytuł                               | Dane dot. albumu                       |
| ----------------------------------- | -------------------------------------- |
| Demo (jako Incorrect Personality)   | - Data: 2000 - Wydawca: wydanie własne |
| Demo 2 (jako Incorrect Personality) | - Data: 2002 - Wydawca: wydanie własne |
| dig for me...                       | - Data: 2003 - Wydawca: wydanie własne |

## Teledyski
| Rok  | Tytuł                    | Reżyseria        | Album                    | Źródło |
| ---- | ------------------------ | ---------------- | ------------------------ | ------ |
| 2011 | „Affliction XXV II MMIX” | Roman Przylipiak | Affliction XXIX II MXMVI | [ 24 ] |

## Nagrody i wyróżnienia

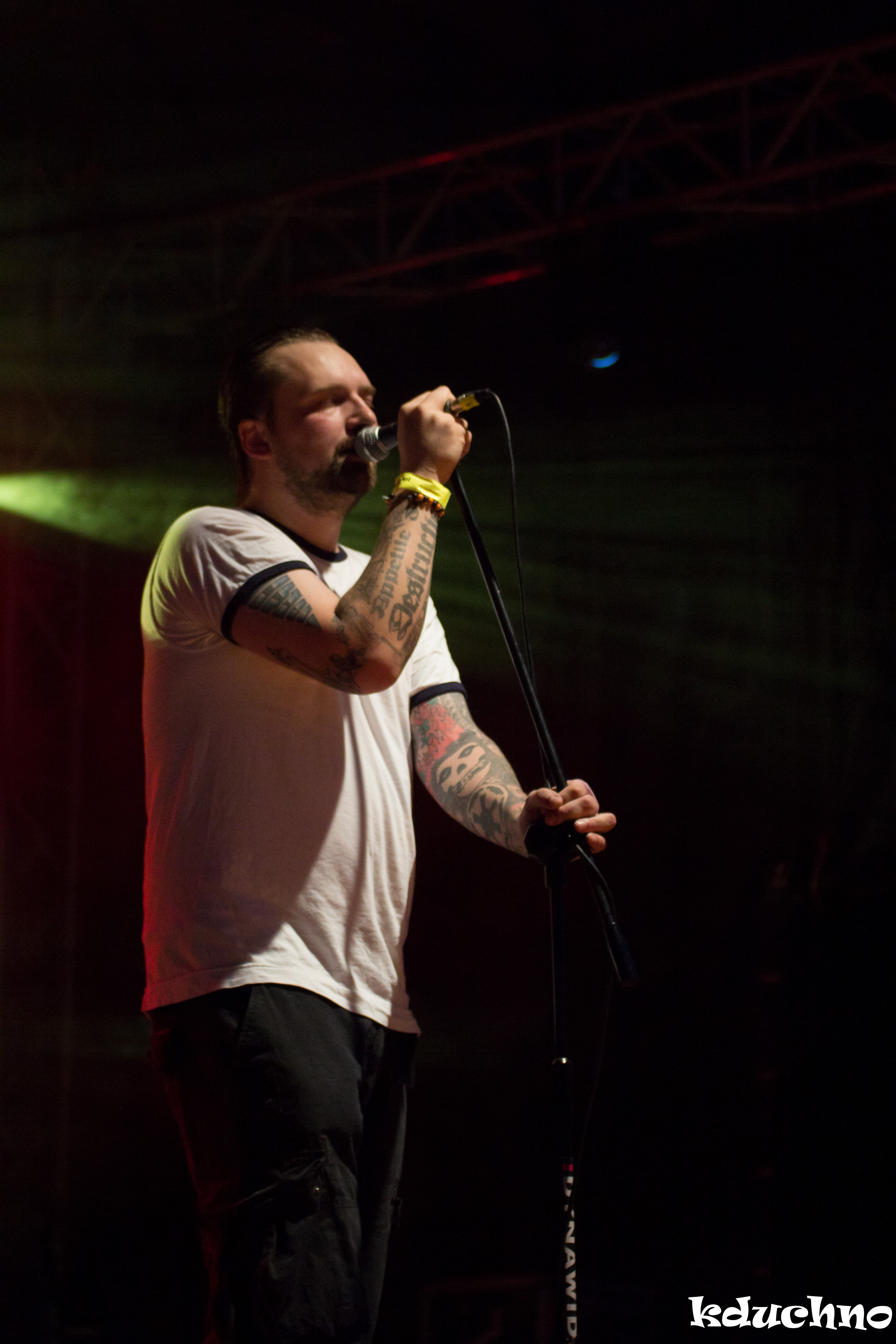
Patryk Zwoliński, 2014

| Rok  | Kategoria                                                              | Nagroda                             | Nota        |
| ---- | ---------------------------------------------------------------------- | ----------------------------------- | ----------- |
| 2009 | Najlepszy album (Autoscopia / Murder In Phazes)                        | Plebiscyt Metal Hammer, 2008        | 3. miejsce  |
| 2010 | Najlepszy zespół – Polska                                              | Plebiscyt Magazynu Gitarzysta, 2010 | 4. miejsce  |
| 2011 | Płyta roku 2010 (Affliction XXIX II MXMVI)                             | Plebiscyt rockmetal.pl, 2010        | 3. miejsce. |
| 2011 | Najlepszy album (Affliction XXIX II MXMVI)                             | Plebiscyt Sinfonia.pl, 2010         | 3. miejsce  |
| 2011 | Album roku metal (Affliction XXIX II MXMVI)                            | Fryderyk                            | Nominacja   |
| 2011 | Album roku (Affliction XXIX II MXMVI)                                  | Plebiscyt Metal Hammer, 2010        | 1. miejsce  |
| 2011 | Zespół roku                                                            | Plebiscyt Metal Hammer, 2010        | 3. miejsce  |
| 2012 | Wokalista roku 2011 (Patryk Zwoliński)                                 | Pure Fucking Metal Awards, 2011     | 2. miejsce  |
| 2012 | Najlepsza płyta w historii polskiego metalu (Affliction XXIX II MXMVI) | Plebiscyt Machiny, 2012             | 4. miejsce  |
| 2014 | Zespół roku                                                            | Plebiscyt Metal Hammer, 2013        | 3. miejsce  |
| 2014 | Płyta roku (Absence)                                                   | Plebiscyt Metal Hammer, 2013        | 2. miejsce  |
| 2014 | Płyta roku (Absence)                                                   | Pure Fucking Metal Awards, 2013     | 1. miejsce  |
| 2014 | The Best Alternative Metal Album (Absence)                             | Metal Storm Awards 2013             | 4. miejsce  |